# Roncq
Roncq (flämisch: Ronk) ist eine französische Stadt mit 13.873 Einwohnern (Stand: 1. Januar 2022) im Département Nord in der Region Hauts-de-France. Die Einwohner werden Roncquoise genannt.

## Geografie
Die Stadt Roncq liegt zwölf Kilometer nördlich von Lille und ist drei Kilometer von der Grenze zu Belgien entfernt. Nachbargemeinden sind Halluin im Norden, Neuville-en-Ferrain im Osten, Tourcoing im Südosten, Bondues im Süden, Linselles im Westen und Bousbecque im Nordwesten. Im Osten von Roncq verläuft die Autoroute A22, die über die Anschlussstelle 16 – Roncq erreichbar ist.

## Bevölkerungsentwicklung
| Jahr                       | 1962 | 1968 | 1975   | 1982   | 1990   | 1999   | 2011   | 2021   |
| Einwohner                  | 7536 | 7820 | 10.756 | 11.725 | 12.035 | 12.705 | 13.108 | 13.784 |
| Quellen: Cassini und INSEE |      |      |        |        |        |        |        |        |

## Geschichte
1055 wurde der Ort erstmals als Runch erwähnt. Der heutige Name tauchte erstmals 1330 in den Büchern der Abtei Marquette auf.
Die Schlacht bei Tourcoing im ersten Koalitionskrieg 1794 betraf auch das Gemeindegebiet.

## Sehenswürdigkeiten

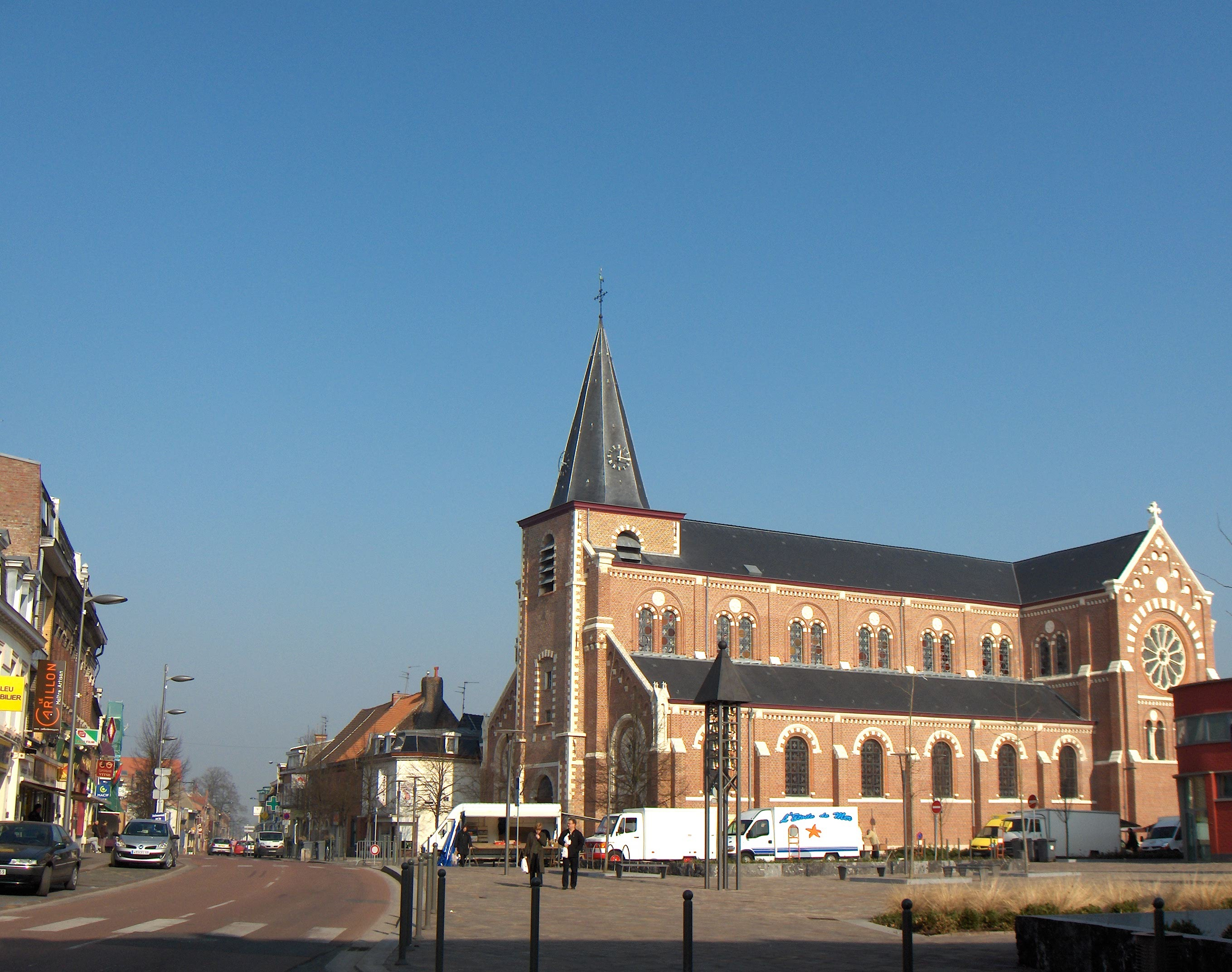
Kirche Saint-Piat
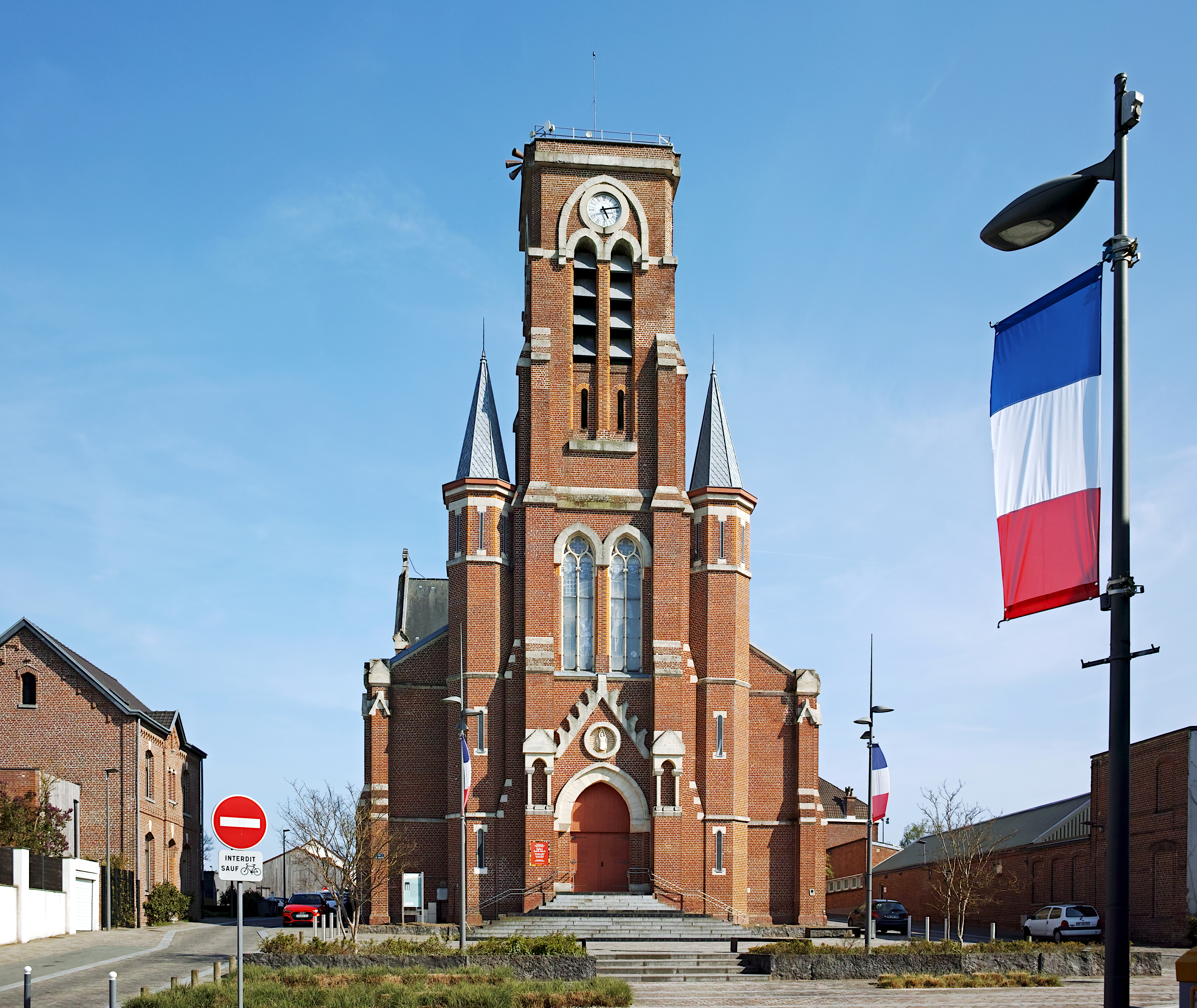
Kirche Saint-Roch
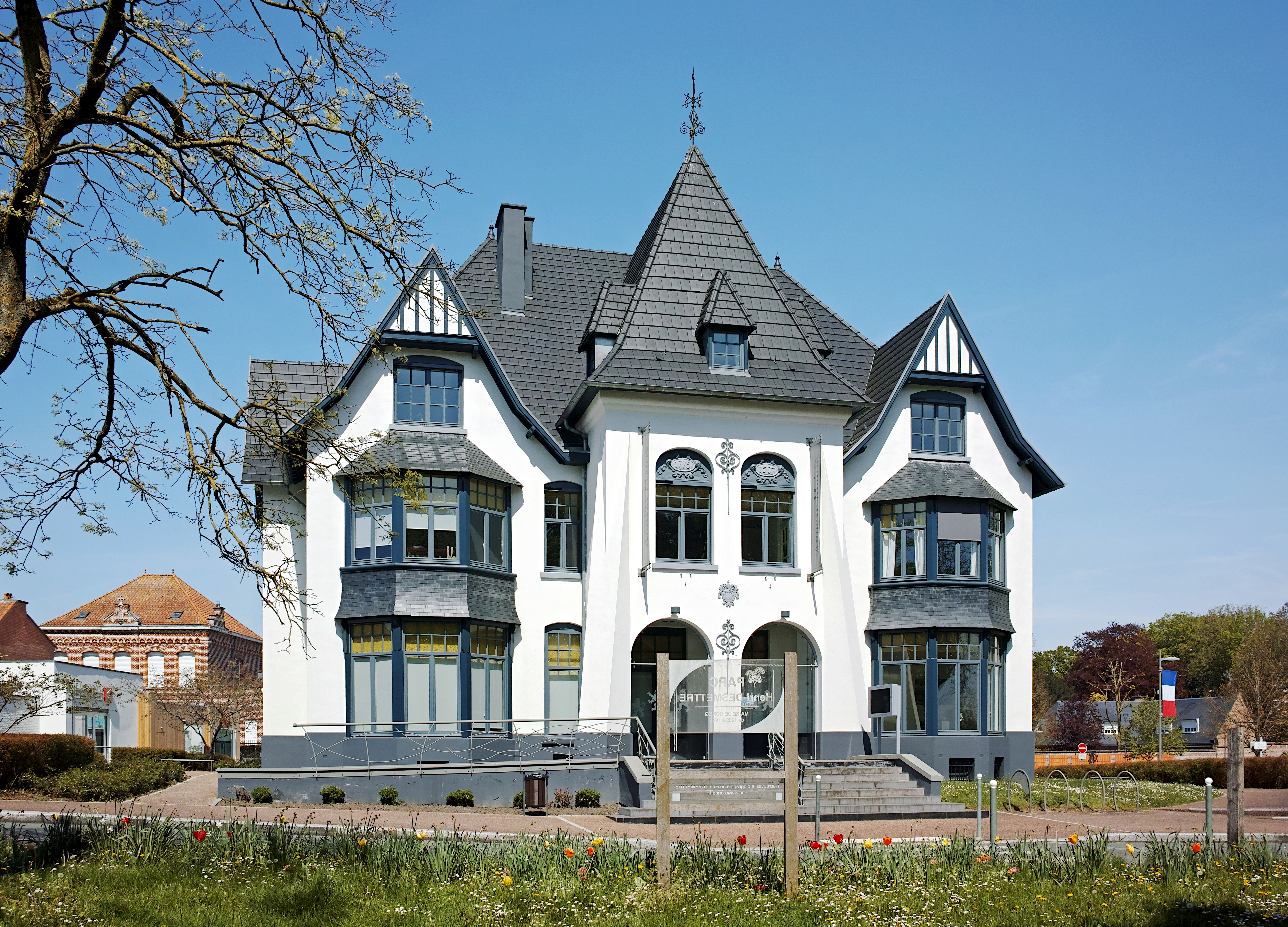
Schloss Verhaeghe (Rathausanbau)
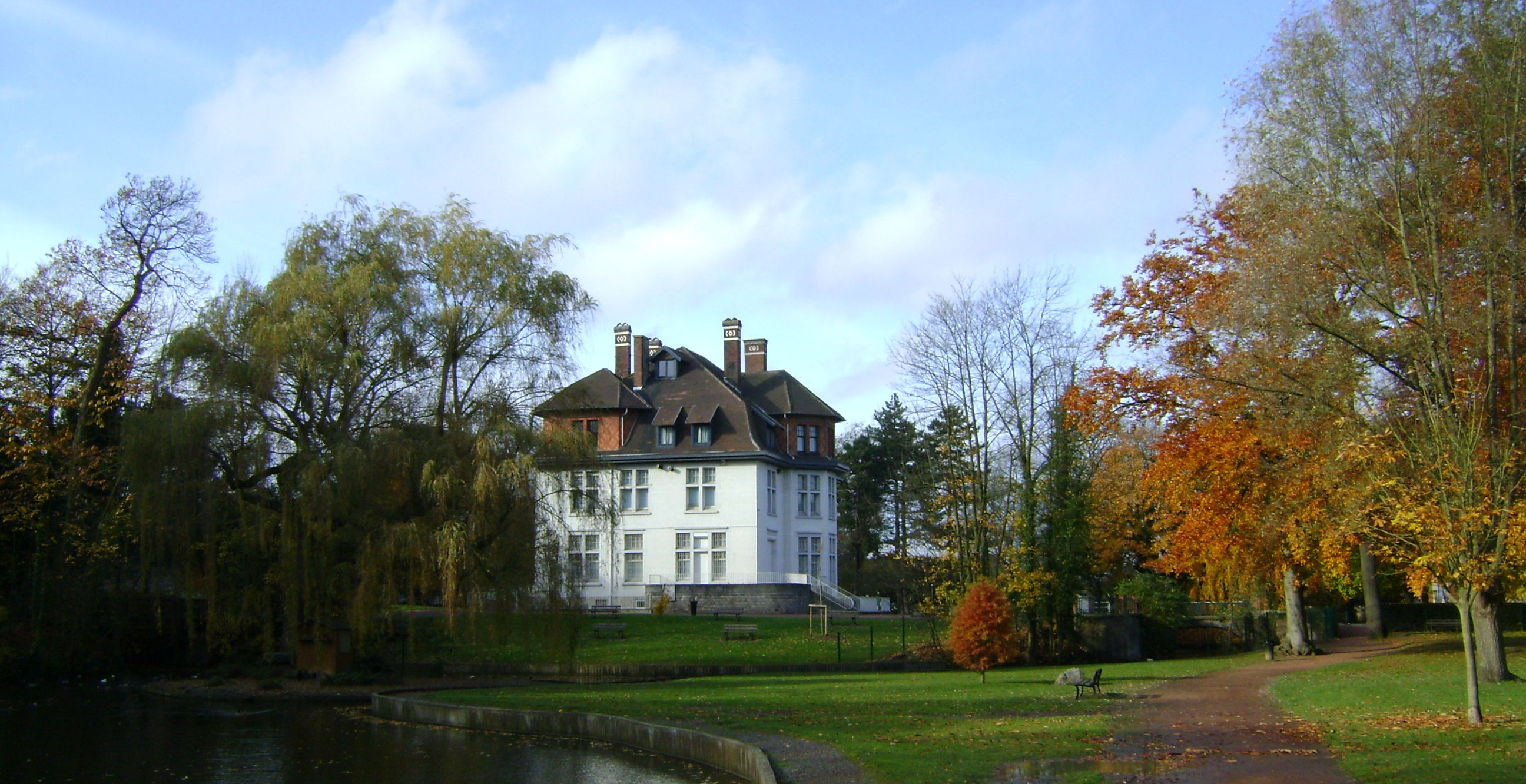
Park und Musikschule von Roncq
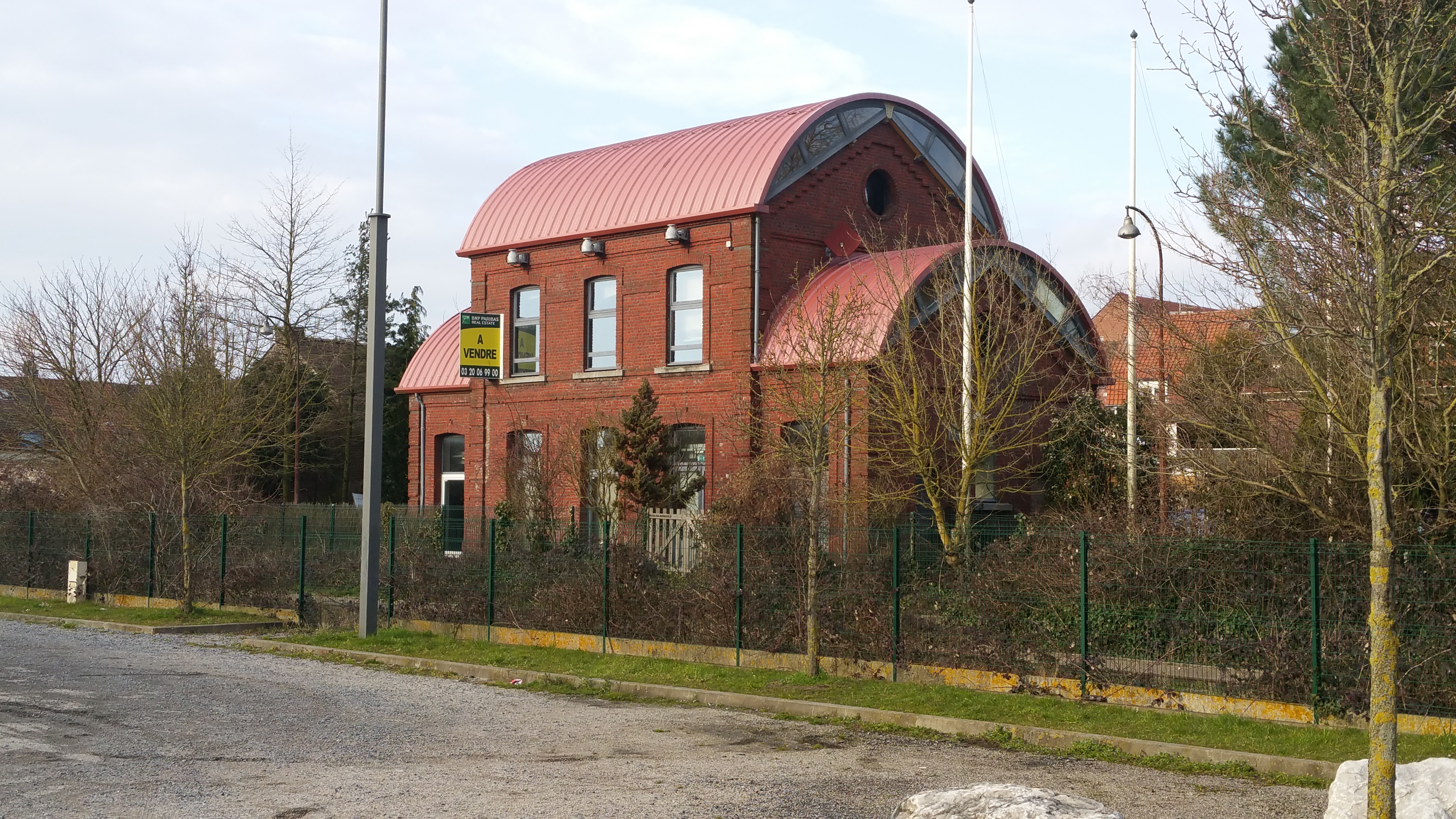
Bahnhof
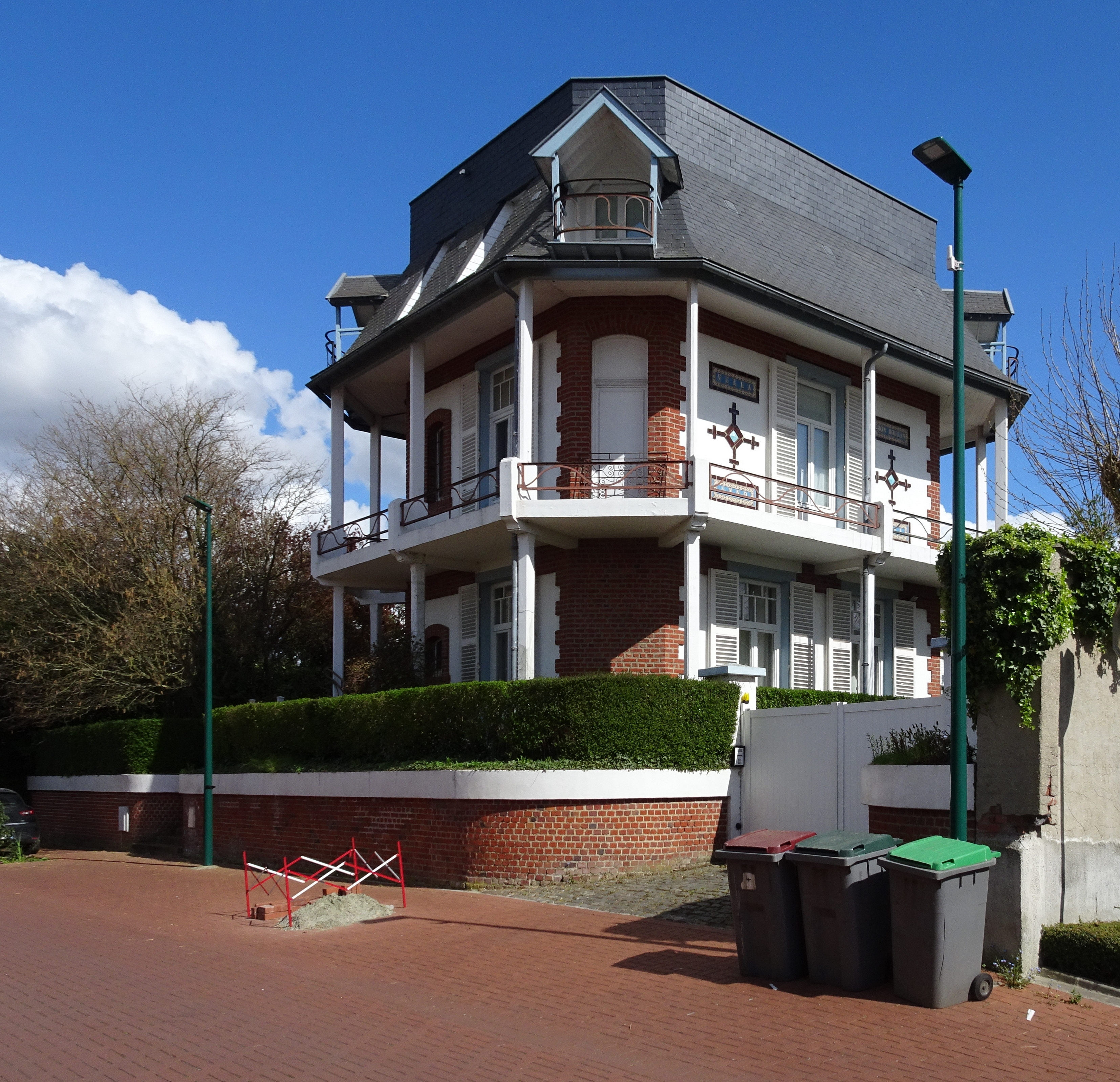
Schloss Vermeersch
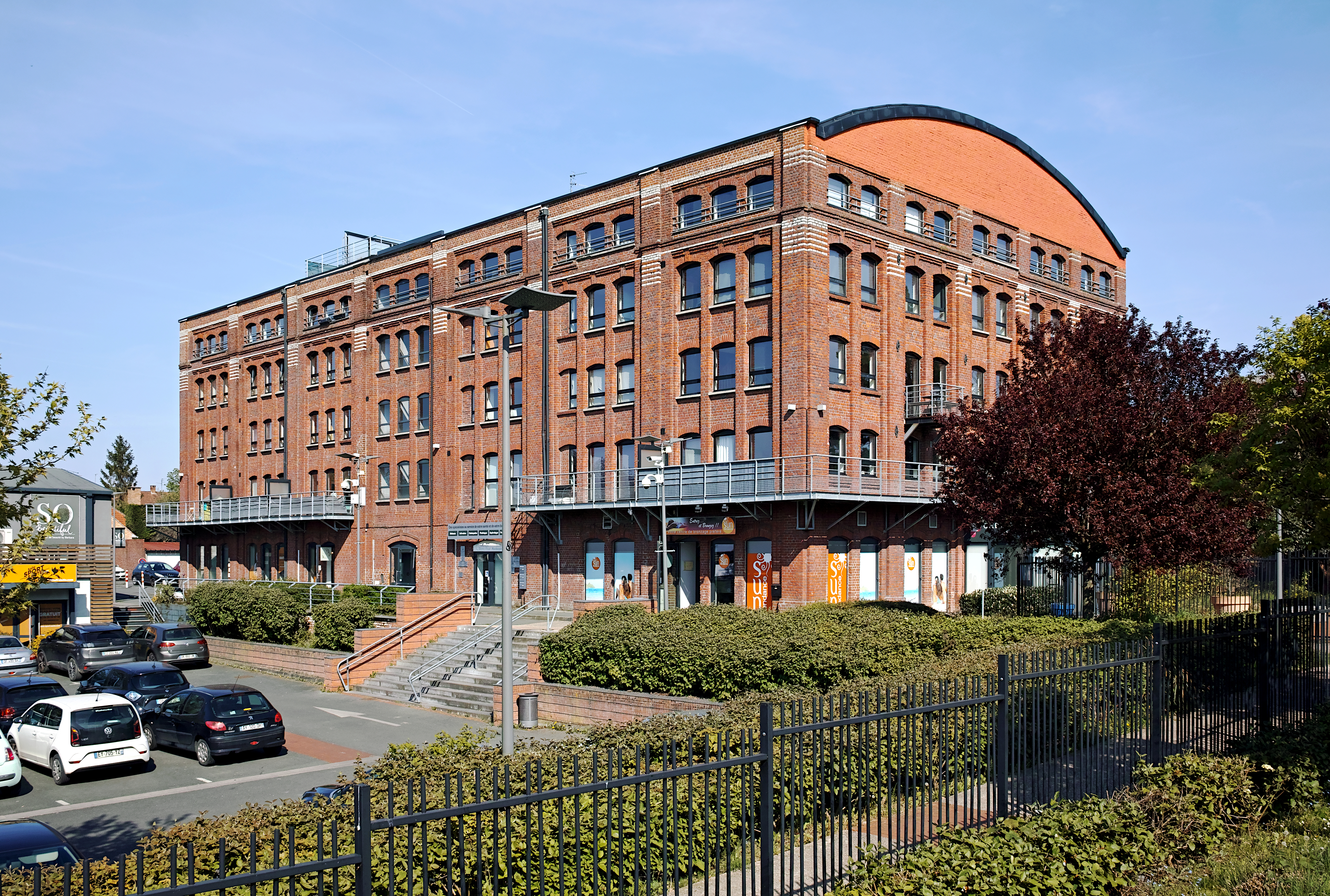
Töpferei-Trocknungsturm

- Hôtel de ville (Rathaus)

- Kirche Saint-Piat
- Kirche Saint-Roch
- Schloss Verhaeghe (Rathausanbau)
- Park und Musikschule von Roncq
- Bahnhof
- Schloss Vermeersch
- Töpferei-Trocknungsturm

## Partnerschaften
Roncq unterhält Partnerschaften mit folgenden Gemeinden:
- Todmorden, Yorkshire, Vereinigtes Königreich
- Sélinkegny, Bafoulabé, Mali, seit 1988
- Delbrück, Nordrhein-Westfalen, Deutschland von 1991 bis 2013[1]

## Persönlichkeiten
- Henri Bouckaert (1870–1912), Ruderer, Olympiasieger (Vierer mit Steuermann – 1900 in Paris)
- Édouard Schmoll (1889–?), Turner
- Émile Destombes (1935–2016), römisch-katholischer Bischof, Apostolischer Vikar von Phnom Penh
- Yohan Cabaye (* 1986), Fußballspieler (Mittelfeld)